# Nederlands in Frankrijk
In Noord-Frankrijk (Frans-Vlaanderen) wordt in het gebied rond en ten zuiden van Duinkerke (de Franse Westhoek) nog het Frans-Vlaams als moedertaal gesproken door een klein deel van de bevolking, vooral ouderen. Dit gebied hoort, samen met een groot deel van Noord-Frankrijk (Frans-Vlaanderen, Frans-Henegouwen, Artesië en het deel van Picardië boven de Somme), historisch gezien bij de Nederlanden (Franse Nederlanden).

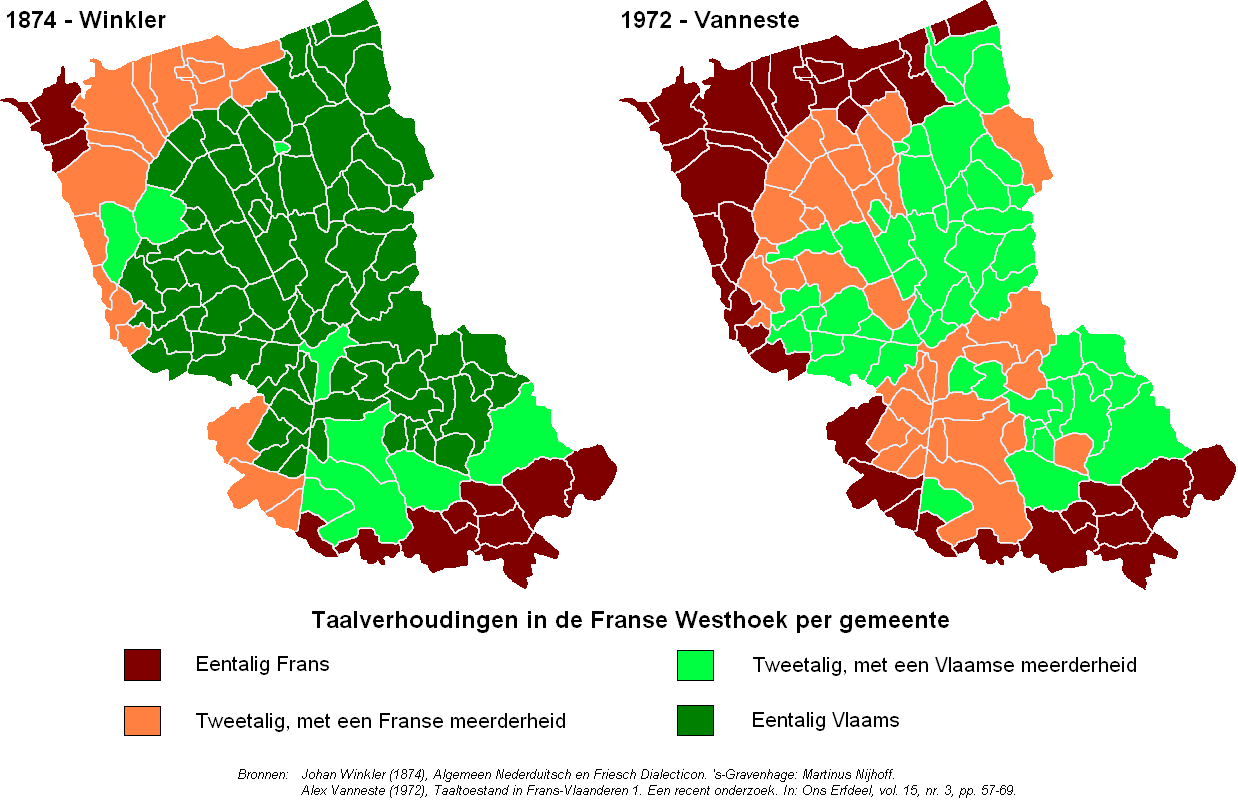
Taalverhoudingen in de Franse Westhoek in 1874 en 1972

## Geschiedenis
Sinds de Franse Revolutie werd het gebruik van Nederlands of Vlaams in het openbaar bestuur van het betrokken gebied verboden. Nadien werd toenemende druk uitgeoefend op de dorpsgeestelijkheid om ook in de kerk in het Frans te preken, en de persoonlijke zielzorg ook in die taal te gaan verrichten. Dat laatste stuitte enkele decennia nog op de onverstaanbaarheid van het Frans voor de meeste parochianen. 
Het onderwijs moest dat veranderen en tegen het lijdelijke verzet van de geestelijkheid in werd stap voor stap het Frans in de school verplicht gesteld. Na het midden van de 19e eeuw was het Vlaams als hulptaal voor onderwijzers om zich verstaanbaar te kunnen maken ook verboden.
In het begin van de 20e eeuw werd de jongste generatie primair Franstalig omdat hun tweetalige ouders 'als goede Fransen' de Franse taal thuis gingen overdragen. De onderwijspolitiek in Frankrijk was twee eeuwen lang gericht op het doen verdwijnen van de niet-Franse talen en dialecten. Vooral het Nederlands en het Duits (in Elzas-Lotharingen) werden gediskwalificeerd als 'traditioneel vijandig aan de Franse cultuur'.
Na de Tweede Wereldoorlog verdwijnt het Frans-Vlaams als informeel communicatiemiddel onder druk van de Franse overheid enerzijds en anderzijds wilde men niet bekend staan als ondersteuner van de Vlaamse zaak. Deze was tijdens de Tweede Wereldoorlog namelijk in een kwaad daglicht komen te staan. Veel Frans-Vlamingen voedden hun kinderen daarom op in het Frans en gaven het Frans-Vlaams niet of maar zeer beperkt door aan hun kinderen. 
Het resultaat van deze ontwikkelingen is geweest dat in het begin van de 21e eeuw veel Frans-Vlamingen het Frans-Vlaams maar beperkt beheersen en vaak alleen nog maar passief.

## Huidige situatie en schoolstatus
Na enkele voorzichtige en eerst bestreden aanzetten in de jaren zeventig van die eeuw, wordt sinds de jaren zeventig de Nederlandse taal weer toegestaan, echter slechts als lesvak. Dit Nederlands kan niet meer functioneren als een ondersteuning van de inmiddels verdwenen Vlaamse volkstaal. Nederlands is een buitenlandse 'vreemde taal' die de Franstalige kinderen kunnen leren naast met name het Engels. De belangstelling ervoor wordt gemotiveerd door de (economische) contacten tussen het Franse Noorderdepartement en de Belgische provincie West-Vlaanderen. Terwijl tot begin 1900 nog vele duizenden Vlamingen op zoek naar werk naar Noord-Frankrijk trokken is na 2000 het omgekeerde het geval. Het uiterste noorden van Frankrijk is een achterstandsgebied geworden en nu zoeken Frans-Vlamingen toenemend contact en werkgelegenheid over de staatsgrens in België.
Vooral waar de Vlaams-Nederlandse cultuur als folkloresubstraat aanwezig is, wordt hiervan gebruikgemaakt. Sinds de jaren zeventig wordt toegestaan dat 'vreemde talen' facultatief als lesvak worden gegeven. De noodzakelijke faciliteiten bleven nog een tijdlang achterwege maar door de steun van onder meer de Taalunie vanaf de jaren 1990 is een meer gestructureerde omkadering van het onderwijs van het Nederlands tot stand gekomen. Dit heeft onder meer geleid tot een gestructureerde samenwerking tussen de Taalunie en de Académie de Lille in Rijsel (Lille) en de ondersteuning van de vakorganisatie van docenten Nederlands in Franstalig België en Frankrijk (ANBF).
In het schooljaar 2005-2006 volgden enkele duizenden leerlingen Nederlands op Franse scholen, zowel op basisscholen als middelbare scholen. Dit is ruim 25% meer dan vijf jaar daarvoor in 2000. In het schooljaar 2005-2006 hebben 6.800 jongeren gekozen om Nederlands als tweede of derde taal te leren. Van hen zitten er ongeveer 2.000 leerlingen op middelbare scholen en 4.800 op basisscholen. Het aantal basisscholen dat Nederlands aanbiedt is in de afgelopen 25 jaar gestegen van nul tot 72. Verder zijn er in heel Frankrijk achttien universiteiten waar Nederlands als vreemde taal kan worden gevolgd. De universiteiten met een programma Nederlands liggen verspreid over héél Frankrijk en niet alleen in het noorden. Er zijn slechts 50 studenten die Nederlands als hoofdvak hebben, toch volgen daarnaast 1.350 studenten Nederlands als bijvak. Er zijn meer Fransen in Frankrijk die aan een universiteit Nederlands studeren dan Nederlanders die een Nederlandse universitaire opleiding Frans volgen.

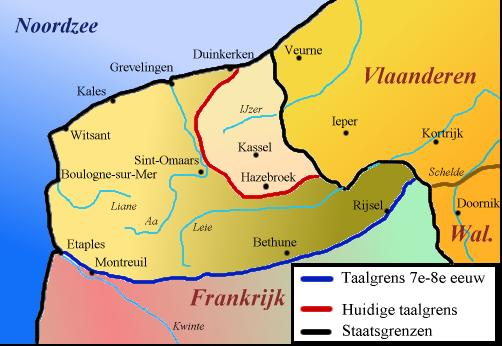
Taalgrens in Frankrijk

Het gebied waar Nederlands populairder wordt, is vooral het Noorderdepartement. Maar ook daarbuiten, zoals op een hotelschool in de Franse Ardennen, leren mensen Nederlands. In het voortgezet, secundair onderwijs kan men in het vierde jaar Nederlands kiezen als keuzevak. Vanaf dan krijgen de leerlingen drie uren Nederlands in de week. In Armentiers, bij Rijsel, wordt niet alleen Nederlands gegeven, maar wordt er ook aardrijkskunde en geschiedenis in het Nederlands onderwezen.
Als driejarig experiment worden sinds 2019 in een kleuterschool in Duinkerke de jongste kleuters, door middel van immersieonderwijs, enkele dagen in de week in het Nederlands onderwezen. In het basis- en secundair onderwijs worden andere lessen (aardrijkskunde, geschiedenis, ...) ook in de Nederlandse taal onderwezen. Dat komt doordat meer en meer mensen vanuit Frans-Vlaanderen (regio's Duinkerke en Rijsel) afzakken naar België (Vlaanderen) om er te komen werken. De werkloosheid is namelijk in Noord-Frankrijk veel groter dan in Vlaanderen.
Bij de toename van onderwijs in het Nederlands dient men in acht te nemen dat dit Standaard Nederlands geen directe verbinding meer heeft met de autochtone West-Vlaamse volkstaal van Frans-Vlaanderen. Deze volkstaal wordt in Frankrijk nauwelijks meer overgedragen aan nieuwe generaties. Het Nederlands dat men in het onderwijs kan leren schept dan ook een afstand tot de West-Vlaamse volkstaal die in Belgisch West-Vlaanderen nog wel in de dagelijkse omgang wordt gebruikt. Grensgangers uit Frankrijk zullen in België niet de omgangstaal tegenkomen die hun voorouders over de staatsgrens heen verbond. Dat heeft invloed op de motivatie om Nederlands te leren. Sinds december 2021 is le flamand (het (West-)Vlaams) officieel erkend als streektaal door het Franse ministerie van Onderwijs .